# Verner Molin
Anders Verner Molin, född  12 oktober 1907 i byn Västberg i Rättvik, död 19 april 1980 i Stockholm, var en svensk bildkonstnär.

## Biografi
Molin var son till hemmansägaren och målaren Olof Andersson Molin och hans hustru Anna född Ersdotter. Under sin uppväxt i Västberg blev han väl förtrogen med Dalarnas landskap, mytbildning och bildkonst. Efter att ha utbildat sig till yrkesmålare flyttade han 1929 till Stockholm, där han gifte sig 1936 med Amy född Lagercrantz (1901–1981). Han sparade ihop pengar på sitt yrkesarebete och kunde efter ett par år påbörja sina konststudier, först vid Tekniska skolan 1931, och sedan vid Otte Skölds målarskola 1932 samt vid Konsthögskolan 1933–1936. Därefter gjorde han en längre studieresa till Paris, där han och hustrun vistades 1936–1937.
Med en separatutställning på De ungas salong debuterade han för Stockholmspubliken 1942. Dagens Nyheters konstkritiker Yngve Berg ansåg då att det i Molins konst finns inslag bland annat av "naivism och allmogemåleri (...) som stundom uppnår ganska raffinerade och spöklika effekter, men som inte precis är uttryck för någon sund folklig linje i konsten". Senare ställde han ut bl.a. på Föreningen för Nutida konst, Galleri Samlaren, Galleri Gummeson, Konstakademien och Konstnärshuset i Stockholm, i Falu konsthall och deltog i samlingsutställningar med Riksutställningar och internationellt i samlingsutställningar i Oslo, Köpenhamn, Aalborg, Helsingfors, Åbo, Tokyo och vid "22nd International Watercolor Biennial" på Brooklyn Museum i New York. Retrospektiva utställningar med Molins konst "Verner Molin i helfigur", hölls parallellt 2004 i kulturhusen i Leksand, Rättvik, Mora, Orsa och Älvdalen, och 2007 hölls den retrospektiva utställning "Verner Molin under 100 år" på Konstakademien i Stockholm.
Molin arbetade i summariska, närmast abstrakta målningar i olja, akvarell, blandteknik och grafik där han har skildrat vildmarksmystik från Dalarnas skogsbygder, med "mörksuggan" som ett ofta närvarande väsen. Han målade även porträtt, med "en egendomlig blandning av realism och abstraktion" där den avporträtterade "omges av abstrakta tecken, som avser att symbolisera den avbildades personlighet". I Dalarnas museum finns också en väggfresk utförd av Molin och till Hagsätra läroverk gjorde han "Jordens krafter", en 18 kvadratmeter stor väggmålning på kakel.
Han är mest känd för sina patenterade spränggravyrer samt gestaltningar av mörksuggan. Han medverkade tillsammans med konstnärskollegorna Acke Åslund, Ture Johansson, Per-Åke Edman och Wilhelm Kåge i kortfilmen Bland kåkar och paletter från 1944, en romantisk skildring av dåtidens konstnärsliv med ateljer på Fjällgatan och Stigbergsgatan på Söder i Stockholm med hisnande utsikt över Stockholms ström.
Tillsammans med redaktör Birger Eriksson och advokat Erik Matz grundade han 1955 Stiftelsen Mörksuggefonden för främjande av konstvetenskaplig undervisning och forskning och tillgängliggörande av modern konst. Stiftelsens samling, sedan 1983 införlivad i Rättviks kulturhus, består av ca 5 000 konstverk varav 2 000 är gjorda av Verner Molin.
Molin är representerad bland annat vid Nationalmuseum, Moderna museet i Stockholm, Malmö museum, Sörmlands museum, Uppsala konstmuseum, Linköpings museum, Norrköpings konstmuseum, Dalarnas museum i Falun, Rättviks kulturhus (Mörksuggefondens samling), Kirunas stads samlingar, Nobelstiftelsens samling, H. M. Konungens grafiksamling, British Museum i London, samt i privata samlingar i bl.a. Sverige, Finland, USA, Japan, Grekland och Indien.

## Spränggravyr
Spränggravyr är en patenterad teknik av Molin. Tillsammans med ingenjörer från Nitro Nobel kavlade Molin ut sprängdeg på kopparplåtar för att sedan aptera och detonera den. Resultatet blev ett insprängt motiv i plåten. Molin gjorde bland annat ett antal porträtt av nobelpristagare i spränggravyr. I 2007 års portfölj från Föreningen för Grafisk Konst ingår som ett av de tio bladen en tidig spränggravyr av Molin, "Alfred Nobel /Tankens kraft", från 1967.